# خورشید محمود قصوری
خورشید محمود قصوری (انگلیسی: Khurshid Mahmud Kasuri؛ زادهٔ ۱۸ ژوئن ۱۹۴۱) سیاست‌مدار اهل پاکستان است. وی از سال ۲۰۰۲ تا سال ۲۰۰۷ وزیر امور خارجه پاکستان بوده‌است